# Чентиева, Марьям Джацаевна
Марьям Джацаевна Чентиева (1915, Урус-Мартан – 2000, Грозный) – ученый-исследователь чеченского языка, кандидат филологических наук, заслуженный деятель науки Чечено-Ингушской Республики.

## Биография
Марьям Чентиева родилась в 1915 году в селении Урус-Мартан, в семье местного жителя по имени Джаца, из тайпа гендарганой.
В десятилетнем возрасте поступила в школу в детском городке, расположенном в селе Асламбековское Чеченской Автономной области, где проучилась три года (1925-1928), показывая хорошую успеваемость. Потом была направлена на подготовительные курсы в индустриальный политехникум, которого Марьям успешного окончила в 15-летнем возрасте.
Трудовую деятельность начала в 1930 году, заняв должность инструктора по работе среди женщин в облисполкоме Чеченской автономной области. В том же году вступила в ВЛКСМ.
В конце 1931 года была направлена в Москву на учёбу в Академии коммунистического воспитания имени Н. К. Крупской. Там окончила два курса дошкольного факультета.
В 1934 году перевелась в аспирантуру Центрального научно-исследовательского педагогического института национальностей по специальности «языковед», где познакомилась с будущим мужем с Хасмагомедом Магомаевым.
После того как в 1936 году Марьям окончила аспирантуру, их семья переехала в Чечено-Ингушскую республику. Спустя месяц устроилась научным сотрудником в Чечено-Ингушский научно-исследовательский институт истории, языка и литературы (ЧИНИИИЯЛ). В 1937—1938 годах была исполняющей обязанности директора ЧИНИИИЯЛ.
В 1938—1940 годах заведующая языковым сектором Чечено-Ингушского научно-исследовательского института.
С 1939 года член пленума Молотовского КСМ и кандидат в члены партии. Ровно через год получила партбилет и стала членом ВКП(б).
В декабре 1939 года избрана депутатом и членом горисполкома.
С 1940 года — народный комиссар просвещения Чечено-Ингушской АССР.
В 1942 году была обвинена в связях с главарём повстанческой организации Майрбеком Шериповым и арестована, после чего доставлена в Москву. Однако Марьям удалось доказать свою невиновность и через семь месяцев она была освобождена. Спустя девять месяцев был санкционировал её новый арест. Следственное дело снова развалилось и Марьям удалось выйти на свободу. К этому времени все чеченцы уже были высланы в Казахстан.
После освобождения перебралась из Чечено-Ингушской Республики в Казахстан, где прожила до 1958 года.
В 1957 году входила в состав комиссии по организованному возвращению чеченцев и ингушей в восстановленную Чечено-Ингушскую автономию.
По возвращении в Грозный защитила диссертацию на соискание учёной степени кандидата филологических наук по теме «Звуковой состав чеченского литературного языка и история чечено-ингушской письменности», став первой чеченкой, получившей звание кандидата наук.
С ноября 1958 года — заведующий сектором литературы ЧИНИИЯЛ. В 1971–1991 годах — заместитель директора по науке Чечено-Ингушского филиала Научно-исследовательского института национальных школ Министерства просвещения РСФСР.
В 1991 году проработала в должности заместителя директора по науке Чечено-Ингушского филиала Научно-исследовательского института национальных школ Министерства просвещения РСФСР.
Погибла в 2000 году в ходе боёв за Грозный между федеральными войсками и силами ЧРИ.

### Научная деятельность
В 1938 году была опубликована первая научная статья Чентиевой по лингвистике под названием «Вопросы яфетической теории по материалам чечено-ингушского языка». Через год был издан её «Чечено-русский словарь». В 1940—1941 годах в нескольких частях был выпущен учебник «Грамматика чеченского языка», над которым Чентиева работала в соавторстве с другими лингвистами.
По возвращении в Грозный защитила диссертацию на соискание учёной степени кандидата филологических наук по теме «Звуковой состав чеченского литературного языка и история чечено-ингушской письменности», став первой чеченкой, получившей звание кандидата наук.
В 1958 году вышел в свет фундаментальный труд Чентиевой — «История чечено-ингушской письменности», в котором описывается история и развитие вайнахской письменности. В 1960 году была издана книга Чентиевой —  «Звуковой состав чеченского литературного языка и вопросы усовершенствования алфавита и орфографии».

## Семья
Отец – Джаца, принадлежал к роду «Ӏаппаз-некъе» (Гендаргеной),  мать – Зулихан, татарка по национальности.

## См. Также
- Зулай Хамидова — доктор филологических наук.